# Pelargonium cucullatum
Pelargonium cucullatum ((L.) L'Hér., 1789) è una pianta appartenente alla famiglia delle Geraniaceae, endemica delle Province del Capo, in Sudafrica.

## Descrizione
È una specie che ben si adatta a climi differenti, raggiungendo facilmente altezze fino a ottanta centimetri. Il suo sistema pilifero, particolarmente complesso, consente un equo ricambio di acqua e sali minerali mediante la traspirazione.

## Tassonomia
Oltre che la specie in sé, ne sono accettate due diverse sottospecie:
- Pelargonium cucullatum subsp. strigifolium Volschenk
- Pelargonium cucullatum subsp. tabulare Volschenk